# Saber Rebaï
Saber Rebaï صابر الرباعي, nacido el 13 de marzo de 1967, es un cantante y compositor tunecino.

## Biografía y evolución musical
Es originario de la ciudad de Sfax. Vive  y trabaja en el Líbano actualmente. Realiza giras por todo el mundo: países árabes (entre los cuales se incluye una gira en Palestina), Europa, América, Australia y Corea del Sur. Realiza conciertos en prestigiosos escenarios, como el Olympia de París, el teatro de Cartago y la sala de la Ópera en El Cairo.
Nacido en una familia de músicos, donde su padre tocaba el oud y su hermano era cantante, Saber Rebaï comenzó a cantar y a tocar el oud y el violín a la edad de 12 años.
A los diecisiete años, siendo fanático de Abd El Wahab, Abd El Halim Hafez, Wadih Al Safi, se convierte en cantante profesional. La calidad de su voz es apreciada por los grandes cantantes, escritores líricos y compositores de la canción árabe y pasa de su Túnez nativo a Líbano, Egipto y países del Golfo. Tiene innumerables éxitos.
Saber Rebaï compuso la música de varias de sus canciones como "Kelma" que conoció un inmenso éxito y se ha consagrado, por la prensa árabe como la "super STAR de la canción árabe".
Su álbum "Hayyarouni" fue muy bien acogido y el productor jordano Hussein Daeibiss produjo los videoclips de dos de sus canciones: "Hayyarouni" y "Atazakkarak". Sus dos canciones "Sidi Mansour" y "Ez al habayeb" fueron, durante varios meses, las mejores ventas de la canción árabe y su último álbum producido en 2001, "Khalass tarek", es un gran éxito.
Saber Rebaï, después de haber surcado el mundo árabe emprendió giras en los Estados Unidos, Canadá, Australia, Corea y Europa, adquiriendo distinciones y fama.
Su hermano, Tarek Rebaï, es el director de la oficina tunecina de Rotana.

## LPs
- Athada el alem
- Bibassata
- Sidi Mansour
- Share' Elgharam
- Ajmal nesaa aldounia
- Hayarouni
- Yelli Jamalek
- Khals tharek
- El Ghorba (julio de 2007)

## Fuente
- Los autores de Wiki Musique y Mario Scolas
- Saber Rebaï, pour son amour de la Tunisie ! (en francés)

- Datos: Q3029103
- Multimedia: Saber Rebai / Q3029103